# رافائيل امايا
رافائيل امايا (بالإسبانية: Rafael Amaya)‏ (و. 1977 – م) هو ممثل، ومغن، وعارض، وممثل تلفزيوني، وممثل أفلام من المكسيك . ولد في ارموسييو سونورا .

## روابط خارجية
- رافائيل امايا على موقع IMDb (الإنجليزية)
- رافائيل امايا على موقع ألو سيني (الفرنسية)
- رافائيل امايا على موقع أول موفي (الإنجليزية)
- رافائيل امايا على موقع قاعدة بيانات الفيلم (الإنجليزية)
- رافائيل امايا على موقع كينوبويسك (الروسية)